# Aderus darwinensis
Aderus darwinensis é uma espécie de inseto besouro da família Aderidae. Foi descrita cientificamente por George Charles Champion em 1916. A identificação no género Aderus não é completamente  clara, está considerado incertae sedis.

## Distribuição geográfica
Habita na Austrália.